# Robert Morley

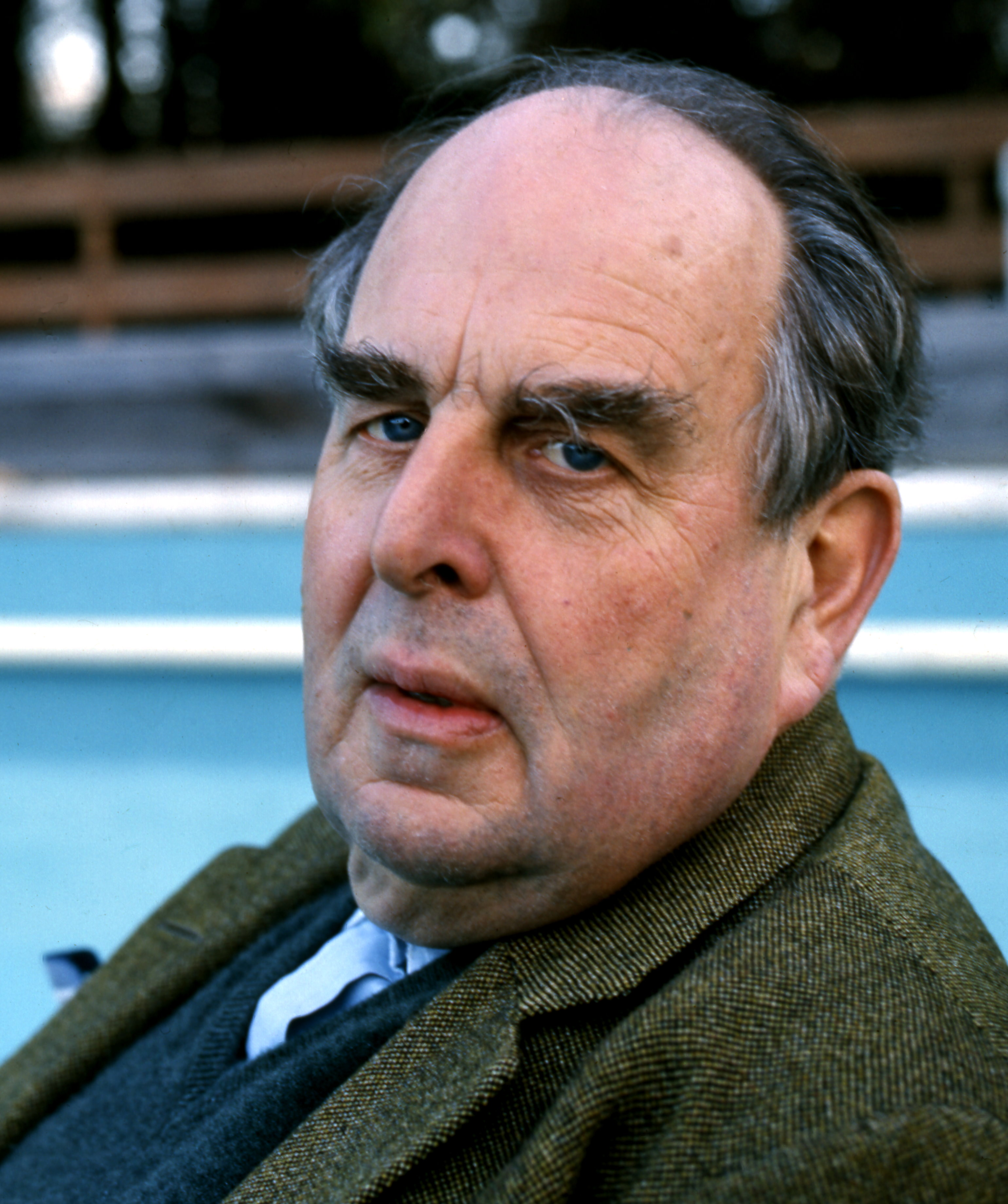
Robert Morley (1975)

Robert Adolph Wilton Morley, CBE (* 26. Mai 1908 in Semley, Wiltshire; † 3. Juni 1992 in Wargrave, Berkshire) war ein britischer Schauspieler und Schriftsteller. Der schwergewichtige Mime spielte in der Regel profilierte Nebenrollen als britischer Snob oder Exzentriker und war in diesem Rollenfach jahrzehntelang erfolgreich.

## Leben
Der Offizierssohn Robert Morley war von seinen Eltern für die Diplomatenlaufbahn vorgesehen und erhielt zunächst eine Ausbildung am militärisch ausgerichteten Wellington College, welches er hasste, dann in Frankreich, Deutschland und Italien. Seine Mutter stammte aus einer deutschstämmigen, südafrikanischen Familie. Bald wandte sich Morley von der Diplomatie ab und dem Theater zu. Seine Schauspielausbildung absolvierte er an der renommierten Royal Academy of Dramatic Art (RADA). Sein Bühnendebüt gab er 1929 im Strand Theatre in einer Aufführung von Robert Louis Stevensons Schatzinsel. Seinen ersten großen Erfolg in einer Hauptrolle konnte er 1936 als Oscar Wilde am Londoner Westend im gleichnamigen Stück von Leslie Stokes feiern. Zwei Jahre später gab er zudem sein Debüt am New Yorker Broadway. In den Folgejahren spielte er an verschiedenen Bühnen in London, New York und Sydney.

## Filmkarriere
1938 gab Robert Morley sein Filmdebüt als Ludwig XVI. in Marie-Antoinette. Seine Interpretation des naiven, ängstlichen und zugleich unnachgiebigen Herrschers brachte ihm eine Oscar-Nominierung ein. In einer fünfzig Jahre umspannenden Filmkarriere verkörperte der Mime mit der imposanten Statur und der distinguierten, leicht nasalen Sprechweise oft versnobte Adelige und Honoratioren mit einem Sinn für Understatement und einem Schuss Selbstironie. Seine passende deutsche Synchronstimme wurde mit Erich Fiedler gefunden, dessen Organ und Artikulation der Stimme Morleys kongenial entsprachen.
In Filmen der unterschiedlichsten Genres verlieh Robert Morley zumeist Nebenrollen eine unverwechselbare Prägung. Er spielte in Abenteuerfilmen wie African Queen (als Pastor und Bruder von Katharine Hepburn), in Historienfilmen wie Beau Brummell (als George III.) und Dschingis Khan (als Kaiser von China), in Komödien wie Die tollkühnen Männer in ihren fliegenden Kisten und Das Millionending (mit Peter Ustinov), in Dramen wie Der Amerikaner (mit Charles Bronson) und Der Verdammte der Inseln (nach Joseph Conrad), Krimis wie der deutsch-englischen Edgar-Wallace-Verfilmung Das Geheimnis der weißen Nonne und als Mycroft Holmes, der Bruder des Meisterdetektivs, in Sherlock Holmes’ größter Fall, in Kriminalkomödien wie Topkapi (mit Peter Ustinov und Melina Mercouri), Horrorfilmen wie Theater des Grauens (als Opfer von Vincent Price) sowie Literaturverfilmungen wie Alice im Wunderland nach Lewis Carroll und Little Dorritt nach Charles Dickens. Gleich zweimal verkörperte er ein verschrobenes Clubmitglied in Jules Vernes In 80 Tagen um die Welt – sowohl in dem Kinofilm von 1956 mit David Niven als Phileas Fogg als auch in dem Fernsehmehrteiler von 1989 mit Pierce Brosnan in der Hauptrolle. Ebenfalls zweimal war Robert Morley auch in Krimikomödien nach Agatha Christie zu sehen: Während er 1963 den affektierten und kurzzeitig mordverdächtigen Hector Enderby in dem Miss-Marple-Film Der Wachsblumenstrauß verkörperte, assistierte er zwei Jahre später als britischer Geheimagent Arthur Hastings in Die Morde des Herrn ABC Hercule Poirot. Im Geheimdienstmilieu spielte er 1979 die Rolle des zynischen Doctor Perceval in Otto Premingers letztem Spielfilm Der menschliche Faktor.

## Morley als Schriftsteller
Neben seiner Bühnen- und Filmarbeit betätigte sich Robert Morley auch erfolgreich als Schriftsteller. Er verfasste leichte, humorvolle und tiefsinnige Kurzgeschichten, Satiren, autobiografische Werke (Responsible Gentleman) und Bühnenwerke wie das von George Cukor 1949 mit Spencer Tracy verfilmte Stück Edward, My Son. Einige Bücher wie das 1978 veröffentlichte Book of Bricks, das er autistischen Kindern widmete, entwickelten sich zu Bestsellern.

## Ehrungen
1957 wurde er von der britischen Königin zum Commander of the Order of the British Empire (CBE) ernannt. Eine Erhebung in den Ritterstand lehnte er hingegen ab. 1980 wurde ihm für sein künstlerisches und literarisches Schaffen der Ehrendoktortitel der University of Reading verliehen.

## Familie
Robert Morley heiratete 1940 Joan North Buckmaster (1910–2005), die Tochter der renommierten britischen Schauspielerin Dame Gladys Cooper, mit der er drei Kinder bekam: Sheridan (1941–2007), Annabel (* 1946) und Wilton (* 1951). Der älteste Sohn arbeitete als Theaterkritiker und Schriftsteller und verfasste eine 1993 veröffentlichte Biografie seines Vaters (Robert, My Father), wie zuvor schon seine Schwägerin Margaret Morley im Jahr 1979 mit dem Titel Larger than Life. 
Am 3. Juni 1992 starb Robert Morley im Alter von 84 Jahren nach einem Schlaganfall. Beigesetzt ist er auf dem St. Marys Churchyard in Wargrave (Berkshire/England).

## Filmografie (Auswahl)
- 1938: Marie-Antoinette
- 1940: Major Barbara
- 1942: Die Blockade (The Big Blockade)
- 1942: Der junge Mr. Pitt (The Young Mr. Pitt)
- 1942: Ein gefährliches Unternehmen (The Foreman Went to France)
- 1945: Die Atlantik-Brücke (I Live in Grosvenor Square)
- 1951: African Queen (The African Queen)
- 1951: Der Verdammte der Inseln (Outcast of the Islands)
- 1953: Wiedersehen in Monte Carlo (Melba)
- 1953: Schach dem Teufel (Beat the Devil)
- 1954: Beau Brummell
- 1954: Vier bleiben auf der Strecke (The Good Die Young)
- 1954: Kleiner Jockey ganz groß (The Rainbow Jacket)
- 1955: Liebe, Tod und Teufel (The Adventures of Quentin Durward)
- 1956: In 80 Tagen um die Welt (Around the World in Eighty Days)
- 1956: Heirate nie in Monte Carlo (Loser Takes All)
- 1958: Arzt am Scheideweg (The Doctor’s Dilemma)
- 1958: Sheriff wider Willen (The Sheriff of Fractured Jaw)
- 1958: Herzlich Willkommen im Kittchen (Law and Disorder)
- 1959: Die Reise (The Journey)
- 1959: Mister Miller ist kein Killer (The Battle of the Sexes)
- 1959: Die Nacht ist mein Feind (Libel)
- 1960: Oscar Wilde
- 1961: Hallo, Mr. Twen (The Young Ones)
- 1962: Der Weg nach Hongkong (The Road to Hong Kong)
- 1962: Diebe haben Vorfahrt (Go to Blazes)
- 1963: Der Wachsblumenstrauß ('Murder at the Gallop)
- 1963: Neun Stunden zur Ewigkeit (Nine Hours to Rama)
- 1963: In Liebe eine 1 (Take Her, She's Mine)
- 1963: Das alte finstere Haus (The Old Dark House)
- 1964: Der Menschen Hörigkeit (Of Human Bondage)
- 1964: Manche mögens geheim (Hot Enough for June)
- 1964: Topkapi
- 1965: Dschingis Khan (Genghis Khan)
- 1965: Die tollkühnen Männer in ihren fliegenden Kisten (Those Magnificent Men in Their Flying Machines or How I Flew from London to Paris in 25 Hours 11 Minutes)
- 1965: Sherlock Holmes’ größter Fall (A Study in Terror)
- 1965: Tod in Hollywood (The Loved One)
- 1965: Die Morde des Herrn ABC (The Alphabet Murders)
- 1966: Hotel Paradiso
- 1966: Das Geheimnis der weißen Nonne (The Trygon Factor)
- 1966: Das Mondkalb
- 1967: Dave – Zuhaus in allen Betten (Sinful Davey)
- 1967: Siebenmal lockt das Weib (Woman Seven Times)
- 1968: Luther
- 1968: Das Millionending (Hot Millions)
- 1969: Der Amerikaner (Twinky)
- 1970: Ein blinder Passagier hat’s schwer (Doctor in Trouble)
- 1970: Cromwell – Krieg dem König (Cromwell)
- 1970: Song of Norway
- 1971: Das Mörderschiff (When Eight Bells Toll)
- 1973: Theater des Grauens (Theatre of Blood)
- 1976: Der blaue Vogel (The Blue Bird)
- 1978: Die Schlemmer-Orgie (Who Is Killing the Great Chefs of Europe?)
- 1979: Scavenger Hunt
- 1979: Der menschliche Faktor (The Human Factor)
- 1980: Ein Himmelhund von einem Schnüffler (Oh Heavenly Dog)
- 1981: Ein perfekter Bruch (Loophole)
- 1983: Höllenjagd bis ans Ende der Welt (High Road to China)
- 1985: Alice im Wunderland (Alice in Wonderland, Fernsehfilm)
- 1987: Klein Dorrit (Little Dorrit)
- 1987: The Wind
- 1988: Feuersturm und Asche (War and Remembrance, Fernseh-Miniserie)
- 1989: In 80 Tagen um die Welt (Around the World in 80 Days)

## Werke (Auswahl)
- 1935 Short Story
- 1948 Edward, My Son (dt. Eduard, mein Sohn)
- 1953 Hippo Dancing
- 1966 Responsible Gentleman, London: Heineman.
- 1974 A Musing Morley: the selected writings of Robert Morley, London: Robson.
- 1975 A Ghost on Tiptoe: a comedy Robert Morley and Rosemary Anne Sisson, London-New York: S. French.
- 1976 Morley Marvels, London: Robson.
- 1978 Robert Morley's Book of Bricks, London: Weidenfeld and Nicolson.
- 1979 Robert Morley's Book of Worries, London: Weidenfeld and Nicolson.
- 1979 More Morley, London: Coronet.
- 1980 Morley Matters, London: Robson.
- 1981 The Best of Robert Morley, London: Robson.
- 1981 The Second Book of Bricks, London: Wiedenfeld & Nicolson.
- 1981 Worry: How to Kick the Serenity Habit in 98 Easy Steps Ill, New York: Putnam.
- 1983 "Pardon Me, but You're Eating My Doily!" New York: St. Martin's Press.
- 1988 The Pleasures of Age, London: Hodder & Stoughton.
- 1990 Aerobics for the Spirit, Dallas: Word Publications.
- 1990 Around the World in Eighty-one Years, London: Hodder & Stoughton.